# Quercus runcinatifolia
Quercus runcinatifolia — вид рослин з родини букових (Fagaceae); ендемік півночі Східної Сьєрра-Мадре — Мексика.

## Опис
Це дерево заввишки понад 3 метри.

## Поширення й екологія
Ендемік півнночі Східної Сьєрра-Мадре — Мексика (Тамауліпас, Нуево-Леон).
Зростає в горах.

## Загрози
Найбільшою загрозою для Q. runcinatifolia є зміна землекористування внаслідок людського розвитку поблизу міста Монтеррей, а також погіршення середовища проживання, пов'язане з випасом худоби по всьому ареалі. Незаконна заготівля деревини також становить загрозу.